# イグチ目
イグチ目(学名:Boletales)は担子菌門、真正担子菌綱、ハラタケ亜綱に属する菌類の目の一つ。様々な外観を持った子実体を作る、多くの種を含んでいる。イグチ類はその中でももっとも良く知られたものであり、近年までこの目にはイグチ類以外のものを含まないと考えられていた。現在ではハラタケ類や腹菌類、その他の明確に異なる外見のキノコがここに含まれることがわかっている。

## 分類学
イグチ目はイグチ類をまとめたイグチ科の上位分類に作られた分類群であった。しかしながら微細形態学や分子系統的な証拠に基づいた近年の研究で、イグチ類以外の多くの種がこの群に当てはまることがわかってきた。この群には幾つかの襞を持つキノコも含まれており、オウギタケ科、ヒダハタケ科は襞を持っている。これらはイグチ類と同じような肉質を持っており、胞子を生じる組織はたやすく傘からはがすことができ、胞子やシスチジアも良く似た顕微学的特徴を持つ。分子系統発生学での証明では幾つかの物理形状的に異なる群もイグチ目に移動しており、それにはニセショウロ科やショウロ科が含まれる。
Boletinellaceae、クリイロイグチ科は系統学分析的に違う分類とされており、ニセショウロ科、コツブタケ科、ツチグリ科、クチベニタケ科等と共にニセショウロ亜目(Sclerodermatineae)に分けられている。このため、ハンノキイグチ属とPhlebopusはイグチ類よりニセショウロ類に近い関係があると考えられている。同じく、ヌメリイグチ属はイグチ目内でもハラタケ類やショウロ類とされるクギタケ属、オウギタケ属、ショウロ属などに近い関係にあると考えられる。
幾つかの分類方法では幾つかのイグチ科の種はイグチ科から分割されオニイグチ科(Strobilomycetaceae)に分類されている。

## 生態学
イグチ目は多くが外生菌根菌であり、それゆえ森に多く見られる。幾つかの種は寄生種であり、他の外生菌根菌に寄生することを好むようである。 Gomphidiaceaeはヌメリイグチ科(Suillaceae)に好んで寄生する。時にはある種に限定して寄生する種もあるくらいである。その他にはBoletus parasiticus(キセイイグチ)等が挙げられる。この種はニセショウロに寄生を行う。

## 食用
イグチ目は一般的に傘の裏にひだの代わりにスポンジ状の構造があることで特徴付けられる。色は赤、白、茶色、灰色などいろいろな種類がある。不食、有毒のものの多くは白か赤であり、これらの色は避けられる傾向にある。
ヤマドリタケ属は多くの可食種を含んでいる。ススケイグチやBoletus pinophilus、ニセイロガワリなどが挙げられる。ヤマドリタケ類(ポルチーニ)などはヨーロッパやアメリカで商品として販売されており、経済的に重要な種である。ヌメリイグチ類はヌメリが不快で味気がないとされているが、ロシアではこれを酢に漬けた上で商業的に販売されている。また、日本ではその独特のヌメリが好まれている。食用とされていない種は多くが無毒であるものの苦いことから避けられている。
ヒダハタケ科のキノコには、多くの致死的な毒を持つ種が確認されている。他にもイグチ目には致死的ではないものの毒性が強い種が存在する。幸いこれらの種はかなり目立つ。例としてはウラベニイグチやBoletus alliesが挙げられる。
現在でもキノコ狩りの初心者が最初にとりやすいのはイグチ類のキノコである。これらのキノコはハラタケ類と比べると食用種に類似した致命的な毒をもつ種が少なく、分別がハラタケ類より簡単であることが理由である。